# Josephine Kulea
Josephine Kulea (Samburu, 1984) és una defensora dels drets de les dones de Kenya. Rescatada de la mutilació genital femenina i d'un matrimoni forçat quan era una xiqueta, creà llavors la Fundació Samburu Girls, que ha salvat més de mil xiquetes de maltractaments semblants.

## Biografia
Josephine Kulea va créixer entre els samburu de Kenya. El comtat de Samburu té una tradició de "granadura", segons la qual els parents masculins donen a les xiquetes collarets de grans; les obliguen a mutilar-se els genitals i així hi poden tenir relacions sexuals. El nadó nascut per aquest conveni és assassinat després de nàixer. Kulea fou salvada d'aquesta pràctica i d'un matrimoni infantil per un sacerdot, i fou enviada a un internat a Meru. Quan son pare va morir dos anys després, sos oncles volien obligar-la a casar-se; sa mare, però, s'hi negà i Kulea continuà estudiant. Assistí a una escola secundaria interna i a l'Escola d'Infermeria Mathari Consolata de Nyeri.
Després de graduar-se com a infermera, Kulea rebutjà un matrimoni arreglat amb un home de negocis. La seua formació en infermeria li ensenyà que la mutilació genital femenina no era pas una pràctica habitual. Kulea va rebre fons el 2008 per a rescatar altres xiquetes de Samuru, Laikipia i Isiolo. Un dels primers rescats que realitzà fou dels seus dos cosins, un dels quals s'havia casat als 10 anys, i després la seua germana, que als 7 anys havia estat reemplaçada. Va arrestar els seus oncles, per promoure aquesta mala pràctica. La mutilació genital femenina i el matrimoni infantil es van il·legalitzar a Kenya el 2011.(3) 
Kulea creà la Fundació Samburu Girls el 2012, i al setembre d'aquest any havia rescatat 56 xiquetes i les havia integrat en l'educació secundària. A més a més, tretze bebés de les xiquetes els col·locaren en llars infantils. Kulea també presenta un programa de ràdio per a crear consciència sobre les pràctiques il·legals i informar les persones sobre la seua fundació. A la fi del 2016, havia salvat més de mil xiquetes de la mutilació genital i del matrimoni forçat.
A Kulea i a la seua fundació se'ls enfronten alguns polítics i esglésies, que tenen por de perdre vots o membres, i han estat objecte d'amenaces i malediccions per part d'alguns ancians. La seua cita favorita és: “Quan eduques un home, eduques un individu. Quan eduques una dona, eduques una nació”, de James Emman Kwegyir Aggrey.